# Лихаури
Лихаури (на грузински: ლიხაური) е село в югозападна Грузия, част от Озургетска община на област Гурия. Населението му е около 952 души (2014).
Разположено е на 120 метра надморска височина в Колхидската низина, на 5 километра южно от Озургети и на 40 километра югоизточно от Поти. Селището съществува от ранното Средновековие, когато за известно време е политически център на Гурия, в близост е запазена крепост от XII век.

## Известни личности
Родени в Лихаури
- Еквтиме Такаишвили (1862 – 1953), историк